# Polién
A poliének olyan többszörösen telítetlen kémiai vegyületek, amelyek legalább három darab konjugált szén–szén kettős kötést tartalmaznak. Ezek a váltakozó egyszeres és kétszeres kötések szokatlan optikai tulajdonságokat kölcsönöznek az adott molekulának. A poliének fogalmához szorosan kapcsolódó kifejezés a diének csoportja, amely a két darab kettős kötéssel rendelkező molekulákat takarja.
A következő poliéneket antibiotikumként használják a betegek gyógyítására: amfotericin B, nisztatin, kandicidin, pimaricin, metil-partricin és trichomicin.

Egy transz-likopin polién szerkezete, ami a paradicsom vörös színét adja

## Optikai tulajdonságai

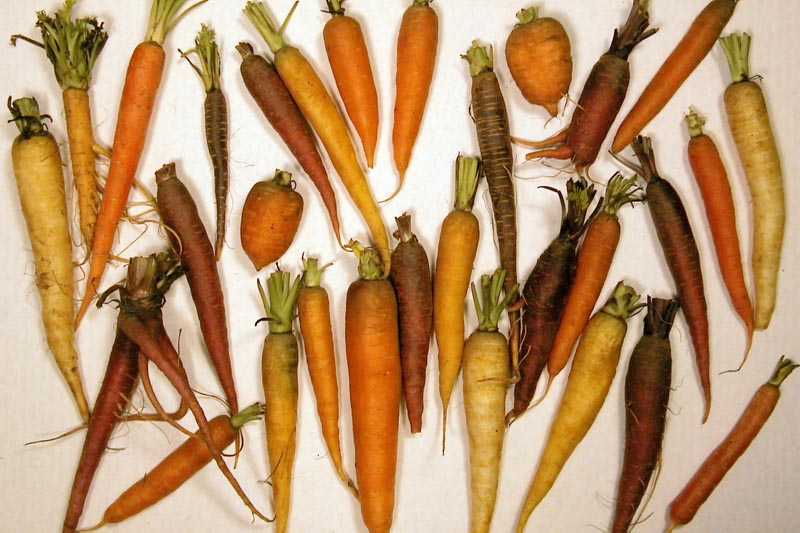
A karotin is egy polién, ami a répák sárga színéért felelős

Néhány polién élénk színű, amely egy ritka tulajdonság a szénhidrogéneknél. Általában az alkének egy spektrum ultraibolya tartományában nyelnek el, viszont a poliének energiaszintjei közötti különbségek – a számos konjugált kettős kötés miatt – kisebbek, így az elnyelt fény a spektrum látható tartományába esik. Emiatt ezek a vegyületek színesek, mely színért a molekula kromofornak nevezett része a felelős. Sok természetes festék tartalmaz lineáris poliéneket, mint például béta-karotint, ami a répák jellegzetes színét is adja.

## Kémiai és elektromos tulajdonságai
A poliének sokkal reakcióképesebbek szoktak lenni, mint az egyszerűbb alkének. Például a poliént tartalmazó trigliceridek reaktívak a légköri oxigénnel szemben. A részben oxidált vagy redukált poliacetilén magas elektromos vezetőképességgel bír. A legtöbb vezető polimer polién, és sokuknak konjugált szerkezete van.

## Előfordulás
Néhány zsírsav is polién. A poliének egy másik fontos osztálya az antimikotikumok.
Jellegzetes poliének
|  |  |  |  |  |

## Fordítás
- Ez a szócikk részben vagy egészben  a   Polyene című angol Wikipédia-szócikk ezen változatának fordításán alapul.  Az eredeti cikk szerkesztőit annak laptörténete sorolja fel. Ez a jelzés csupán a megfogalmazás eredetét és a szerzői jogokat jelzi, nem szolgál a cikkben szereplő információk forrásmegjelöléseként.